# Константинов, Лаврентий Сергеевич
Лаврентий Сергеевич Константинов (1910—1948) — Гвардии младший лейтенант Рабоче-крестьянской Красной Армии, участник Великой Отечественной войны, Герой Советского Союза (1944).

## Биография
Родился 15 сентября 1910 года в селе Балман (ныне — в Куйбышевском районе Новосибирской области). После окончания пяти классов школы работал киномехаником, затем водителем. В декабре 1941 года был призван на службу в Рабоче-крестьянскую Красную Армию. С января 1942 года — на фронтах Великой Отечественной войны. К сентябрю 1943 года гвардии старший сержант Лаврентий Константинов командовал взводом автоматчиков разведроты 22-й гвардейской мотострелковой бригады 6-го гвардейского танкового корпуса 3-й гвардейской танковой армии Воронежского фронта. Отличился во время битвы за Днепр.
23 сентября 1943 года переправился через Днепр в районе села Григоровка Каневского района Черкасской области Украинской ССР и принял активное участие в боях на плацдарме на его западном берегу. 1-2 октября во главе разведгруппы проник во вражеский тыл и провёл разведку перемещений немецких войск. На обратном пути группа была обнаружена и атакована противником. В этом бою вместе с товарищами уничтожили более 40 солдат и офицеров противника, захватили 3 пулемёта. Всего на его личном счету в период боёв на плацдарме более 40 уничтоженных солдат и 5 офицеров противника.
Указом Президиума Верховного Совета СССР «О присвоении звания Героя Советского Союза генералам, офицерскому, сержантскому и рядовому составу Красной Армии» от 10 января 1944 года за «образцовое выполнение боевых заданий командования на фронте борьбы с немецко-фашистскими захватчиками и проявленные при этом отвагу и геройство» был удостоен высокого звания Героя Советского Союза с вручением ордена Ленина и медали «Золотая Звезда» за номером 2117.
Окончил курсы младших лейтенантов. После окончания войны был уволен в запас и работал заместителем директора совхоза «Чигилек». 
Трагически погиб 10 февраля 1948 года. Он повесился, не выдержав клеветнических обвинений в краже зерна. Похоронен с почестями в сквере средней школы села Большая Буконь.

## Награды
Был также награждён орденами Красной Звезды и Славы 3-й степени, рядом медалей.

## Память
Бюст Константинова установлен в городе Каргат.